# Gadella jordani
Gadella jordani är en fiskart som först beskrevs av Böhlke och Mead, 1951.  Gadella jordani ingår i släktet Gadella och familjen Moridae. Inga underarter finns listade i Catalogue of Life.